# 陳熙潘
陳熙潘（?—?），浙江德清人，清朝政治人物。举人出身。
乾隆54年（1789年），擔任清朝遵义府婺川縣知縣。后由丁文煌接任。